# Gracious Revenge
Gracious Revenge (Hangul: 우아한 모녀; RR: Uahan Monyeo), es una serie de televisión surcoreana transmitida del 4 de noviembre de 2019 hasta el 27 de marzo del 2020, a través de KBS2.

## Sinopsis
La serie sigue la historia de Han Yoo-jin (Janice Han), una mujer que ha sido criada como herramienta para la venganza de su madre y su peligrosa vida amorosa.
Carrie Jung perdió a su esposo y a su hijo, por lo que ahora sólo vive para vengarse de los responsables de sus muertes. Por lo que cría a Han Yoo-jin como una herramienta que sirva para completar su venganza. Yoo-jin es una mujer inteligente y hermosa, que termina enamorándose de un hombre al que no debería amar.

## Reparto

### Personajes principales
| Actor                           | Personaje                             | Nº de episodios | Notas                         |
| ------------------------------- | ------------------------------------- | --------------- | ----------------------------- |
| Cha Ye-ryun Kang Chae-won       | Han Yoo-jin / Janice Han              | -               | [ 3 ]                         |
| Choi Myung-gil                  | Carrie Jung / Jung Mi-ae / Cha Mi-yun | -               | [ 4 ]                         |
| Kim Heung-soo                   | Goo Hae-joon                          | -               |                               |
| Oh Chae-yi Kim Ji-an Lee Hyo-bi | Hong Se-ra                            | -               | Es la hermana de Han Yoo-jin. |
| Lee Hae-woo                     | Danny Jung                            | -               |                               |

### Personajes secundarios
| Actor          | Personaje     | Episodios donde apareció | Notas                                                                      |
| -------------- | ------------- | ------------------------ | -------------------------------------------------------------------------- |
| Ji Soo-won     | Seo Eun-ha    | -                        | Es la madre de Han Yoo-jin y Hong Se-ra.                                   |
| Lee Hoon       | Hong In-chul  | -                        | Es el padre de Han Yoo-jin y Hong Se-ra.                                   |
| Kim Myung-soo  | Goo Jae-myung | -                        | Es el padrastro de Goo Hae-joon.                                           |
| Jo Kyung-sook  | Jo Yoon-kyung | -                        | Es la esposa de Goo Jae-myung y madre de Goo Hae-joon.                     |
| Lee Jung-gil   | Han Man-sub   | -                        |                                                                            |
| Yang Geum-suk  | -             | -                        |                                                                            |
| Lee Young-bum  | -             | -                        |                                                                            |
| Uhm Tae-ok     | -             | -                        |                                                                            |
| Jung Hyun-seok | Mr. Choi      | -                        | Es un asistente.                                                           |
| Kim Bo-mi      | Seol Mi-hyang | -                        |                                                                            |
| Lee Sang-in    | Mrs. Oh       | -                        | Es una secretaria.                                                         |
| Yoon Ra-young  | Joo-hyeon     | -                        |                                                                            |
| Seo Hye-jin    | Hee-joo       | -                        |                                                                            |
| Min Joon-hyun  | Na Ki-joo     | -                        |                                                                            |
| Song Min-jae   | Do-ri         | -                        |                                                                            |
| Shin Soo-oh    | Philip        | -                        |                                                                            |
| Choi Na-moo    | Kim Hee-jung  | -                        | Es una joven contratada por Cha Mi-yun para hacerse pasar por Hong Yoo-ra. |
| Lee Do-hyung   | Kang Min-ho   | -                        |                                                                            |

### Otros personajes
| Actor                | Personaje       | Episodios donde apareció | Notas                                                                 |
| -------------------- | --------------- | ------------------------ | --------------------------------------------------------------------- |
| Lee Jung-hoon        | Han Myung-ho    | -                        |                                                                       |
| Baek Hyun-joo        | -               | -                        |                                                                       |
| Jo Hyun-jin          | -               | -                        |                                                                       |
| Kang Ye-won (Seo Ha) | -               | -                        |                                                                       |
| Shin Soo-hang        | Philip          | -                        |                                                                       |
| Park Jung-eon        | -               | -                        | Es una empleada de la oficina de bienestar social.                    |
| Hwang Hee-jung       | -               | -                        | Es una escritora.                                                     |
| Lee Jang-ho          | -               | -                        | Es un bombero.                                                        |
| Oh Kyu-taek          | -               | -                        | Es un empleado de Han Myung-ho.                                       |
| Oh Jae-se            | -               | -                        | Es un guardia de seguridad.                                           |
| Lee Dong-kyu         | -               | -                        | Es el alguacil del tribunal que lleva etiquetas rojas de incautación. |
| Kim Sang-wook        | Presidente Wang | -                        |                                                                       |
| Jun Eun-mi           | -               | -                        | Es una empleada de la tienda Hanbok.                                  |
| Lim Jung-min         | -               | -                        | Es un detective.                                                      |
| Kim Young-mi         | -               | -                        |                                                                       |
| Song Geul Song Geul  | -               | -                        | Es una reportera.                                                     |

### Apariciones especiales
| Actor        | Personaje     | Episodios donde apareció | Notas                         |
| ------------ | ------------- | ------------------------ | ----------------------------- |
| Ban Hyo-jung | Presidenta Jo | -                        | Es la madre de Jo Yoon-kyung. |
| Kim Jong-min | -             | -                        |                               |

## Episodios
La serie está conformada por ciento tres episodios, los cuales fueron emitidos todos los lunes, martes, miércoles, jueves y viernes a las 19:50 (KST).

### Ratings
Los números en color rojo indican las calificaciones más bajas, mientras que los números en azul indican las calificaciones más altas.
| Episodio | Fecha de emisión        | TNmS (%) | AGB Nielsen (%) | AGB Nielsen (%) |
| Episodio | Fecha de emisión        | Nacional | Nacional        | Seúl            |
| -------- | ----------------------- | -------- | --------------- | --------------- |
| 1        | 4 de noviembre de 2019  | 14.0     | 10.4            | 9.0             |
| 2        | 5 de noviembre de 2019  | 14.9     | 9.9             | 7.5             |
| 3        | 6 de noviembre de 2019  | 12.3     | 10.9            | 9.1             |
| 4        | 7 de noviembre de 2019  | 13.1     | 9.9             | 8.4             |
| 5        | 8 de noviembre de 2019  | 13.4     | 9.7             | 8.1             |
| 6        | 11 de noviembre de 2019 | 12.3     | 10.0            | 9.5             |
| 7        | 12 de noviembre de 2019 | 14.5     | 11.6            | 9.8             |
| 8        | 13 de noviembre de 2019 | 14.4     | 10.9            | 9.0             |
| 9        | 14 de noviembre de 2019 | 15.2     | 12.2            | 9.6             |
| 10       | 15 de noviembre de 2019 | 14.5     | 11.6            | 10.3            |
| 11       | 18 de noviembre de 2019 | 14.2     | 12.1            | 10.4            |
| 12       | 19 de noviembre de 2019 | 15.1     | 12.3            | 10.9            |
| 13       | 20 de noviembre de 2019 | 14.6     | 11.7            | 10.4            |
| 14       | 21 de noviembre de 2019 | 15.2     | 12.1            | 10.4            |
| 15       | 22 de noviembre de 2019 | 14.3     | 11.5            | 9.1             |
| 16       | 25 de noviembre de 2019 | 14.5     | 12.7            | 11.3            |
| 17       | 26 de noviembre de 2019 | 15.4     | 12.8            | 10.6            |
| 18       | 27 de noviembre de 2019 | 15.8     | 12.1            | 9.6             |
| 19       | 28 de noviembre de 2019 | 15.3     | 11.6            | 10.2            |
| 20       | 29 de noviembre de 2019 | 14.9     | 11.4            | 9.9             |
| 21       | 2 de diciembre de 2019  | 14.6     | 11.8            | 10.0            |
| 22       | 3 de diciembre de 2019  | 15.4     | 12.4            | 10.9            |
| 23       | 4 de diciembre de 2019  | 14.9     | 12.0            | 10.4            |
| 24       | 5 de diciembre de 2019  | 15.3     | 12.0            | 10.5            |
| 25       | 6 de diciembre de 2019  | 15.3     | 11.2            | 9.4             |
| 26       | 9 de diciembre de 2019  | 15.2     | 12.4            | 11.0            |
| 27       | 10 de diciembre de 2019 | 16.9     | 13.0            | 11.4            |
| 28       | 11 de diciembre de 2019 | 15.7     | 12.0            | 10.3            |
| 29       | 12 de diciembre de 2019 | 16.4     | 12.9            | 11.1            |
| 30       | 13 de diciembre de 2019 | 16.3     | 12.5            | 11.2            |
| 31       | 16 de diciembre de 2019 | 17.3     | 13.2            | 12.1            |
| 32       | 17 de diciembre de 2019 | 17.3     | 13.4            | 11.6            |
| 33       | 18 de diciembre de 2019 | 16.0     | 12.4            | 10.6            |
| 34       | 19 de diciembre de 2019 | 16.8     | 12.4            | 10.3            |
| 35       | 20 de diciembre de 2019 | 16.1     | 11.9            | 10.5            |
| 36       | 23 de diciembre de 2019 | 15.8     | 13.4            | 11.1            |
| 37       | 24 de diciembre de 2019 | 15.9     | 11.9            | 10.1            |
| 38       | 25 de diciembre de 2019 | 16.2     | 12.9            | 11.2            |
| 39       | 26 de diciembre de 2019 | 17.1     | 13.4            | 11.8            |
| 40       | 30 de diciembre de 2019 | 17.0     | 14.2            | 13.0            |
| 41       | 31 de diciembre de 2019 | 15.2     | 12.3            | 10.8            |
| 42       | 1 de enero de 2020      | 18.3     | 14.5            | 12.2            |
| 43       | 2 de enero de 2020      | 18.9     | 14.1            | 12.3            |
| 44       | 3 de enero de 2020      | 17.1     | 13.8            | 12.0            |
| 45       | 6 de enero de 2020      | 16.9     | 15.0            | 13.5            |
| 46       | 7 de enero de 2020      | 18.6     | 13.2            | 11.2            |
| 47       | 8 de enero de 2020      | 15.6     | 13.8            | 12.4            |
| 48       | 9 de enero de 2020      | 18.1     | 13.2            | 12.1            |
| 49       | 10 de enero de 2020     | 17.0     | 13.5            | 11.9            |
| 50       | 13 de enero de 2020     | 17.6     | 13.8            | 12.3            |
| 51       | 14 de enero de 2020     | 18.1     | 13.1            | 11.4            |
| 52       | 15 de enero de 2020     | 17.2     | 13.0            | 11.1            |
| 53       | 16 de enero de 2020     | 17.6     | 14.3            | 12.3            |
| 54       | 17 de enero de 2020     | 17.6     | 13.4            | 11.3            |
| 55       | 20 de enero de 2020     | 17.7     | 13.8            | 11.6            |
| 56       | 21 de enero de 2020     | 17.7     | 14.2            | 12.3            |
| 57       | 22 de enero de 2020     | 18.0     | 13.6            | 11.5            |
| 58       | 23 de enero de 2020     | 17.8     | 13.6            | 11.4            |
| 59       | 27 de enero de 2020     | 16.4     | 13.4            | 11.6            |
| 60       | 28 de enero de 2020     | 17.3     | 13.6            | 11.5            |
| 61       | 29 de enero de 2020     | 17.7     | 13.5            | 11.5            |
| 62       | 30 de enero de 2020     | -        | 13.8            | 11.5            |
| 63       | 31 de enero de 2020     | 17.4     | 13.5            | 11.4            |
| 64       | 3 de febrero de 2020    | 18.2     | 14.9            | 13.0            |
| 65       | 4 de febrero de 2020    | 18.4     | 15.3            | 13.7            |
| 66       | 5 de febrero de 2020    | 18.4     | 14.8            | 12.7            |
| 67       | 6 de febrero de 2020    | 18.5     | 14.6            | 12.7            |
| 68       | 7 de febrero de 2020    | 18.0     | 13.7            | 11.9            |
| 69       | 10 de febrero de 2020   | 19.4     | 14.7            | 12.3            |
| 70       | 11 de febrero de 2020   | 17.9     | 15.7            | 13.8            |
| 71       | 12 de febrero de 2020   | 19.3     | 15.1            | 12.9            |
| 72       | 13 de febrero de 2020   | 20.2     | 15.3            | 13.4            |
| 73       | 14 de febrero de 2020   | 19.3     | 15.5            | 13.5            |
| 74       | 17 de febrero de 2020   | 19.6     | 15.8            | 13.4            |
| 75       | 18 de febrero de 2020   | 19.6     | 15.7            | 13.7            |
| 76       | 19 de febrero de 2020   | 18.2     | 14.9            | 12.1            |
| 77       | 20 de febrero de 2020   | 18.9     | 15.8            | 14.1            |
| 78       | 21 de febrero de 2020   | 19.4     | 16.3            | 14.3            |
| 79       | 24 de febrero de 2020   | 20.2     | 17.0            | 15.1            |
| 80       | 25 de febrero de 2020   | 20.8     | 17.4            | 15.2            |
| 81       | 26 de febrero de 2020   | 20.0     | 17.0            | 15.0            |
| 82       | 27 de febrero de 2020   | 20.6     | 18.0            | 15.7            |
| 83       | 28 de febrero de 2020   | 20.8     | 16.6            | 14.4            |
| 84       | 2 de marzo de 2020      | 20.8     | 17.0            | 14.8            |
| 85       | 3 de marzo de 2020      | 20.2     | 16.9            | 15.1            |
| 86       | 4 de marzo de 2020      | 22.0     | 16.8            | 14.6            |
| 87       | 5 de marzo de 2020      | 21.3     | 17.7            | 15.7            |
| 88       | 6 de marzo de 2020      | 21.2     | 17.7            | 16.2            |
| 89       | 9 de marzo de 2020      | 20.2     | 16.3            | 14.4            |
| 90       | 10 de marzo de 2020     | 21.1     | 17.2            | 15.0            |
| 91       | 11 de marzo de 2020     | 20.3     | 16.6            | 14.7            |
| 92       | 12 de marzo de 2020     | 20.9     | 16.9            | 14.7            |
| 93       | 13 de marzo de 2020     | 21.4     | 17.2            | 15.1            |
| 94       | 16 de marzo de 2020     | 20.9     | 16.9            | 15.0            |
| 95       | 17 de marzo de 2020     | 20.8     | 16.8            | 14.8            |
| 96       | 18 de marzo de 2020     | 21.4     | 17.2            | 15.2            |
| 97       | 19 de marzo de 2020     | 20.4     | 18.2            | 16.1            |
| 98       | 20 de marzo de 2020     | 21.3     | 17.7            | 15.6            |
| 99       | 23 de marzo de 2020     | 21.2     | 16.5            | 14.5            |
| 100      | 24 de marzo de 2020     | 21.9     | 17.9            | 16.0            |
| 101      | 25 de marzo de 2020     | 21.2     | 18.0            | 15.9            |
| 102      | 26 de marzo de 2020     | 22.8     | 18.8            | 17.1            |
| 103      | 27 de marzo de 2020     | -        | 17.6            | 14.9            |
| Promedio | Promedio                | -        | 14.1%           | 12.2%           |

## Música
El OST de la serie está conformado por las siguientes canciones, las cuales fueron distribuidas por Danal Entertainment:

### Parte 1
| No. | Intérpretes          | Canción                | Letra | Música | Duración |
| --- | -------------------- | ---------------------- | ----- | ------ | -------- |
| 1   | Taesabiae (태사비애) | "Love Day" (사랑이 날) | -     | -      | -        |
| 2   |                      | "Love Day" (Inst.)     | -     | -      | -        |

### Parte 2
| No. | Intérprete            | Canción                                 | Letra | Música | Duración |
| --- | --------------------- | --------------------------------------- | ----- | ------ | -------- |
| 1   | Kim Young-ji (김영지) | "Love Is Leaving Me" (사랑이 날 떠나가) | -     | -      | -        |
| 2   |                       | "Love Is Leaving Me" (Inst.)            | -     | -      | -        |

### Parte 3
| No. | Intérprete | Canción                   | Letra | Música | Duración |
| --- | ---------- | ------------------------- | ----- | ------ | -------- |
| 1   | DKSOUL     | "Love Memory" (사랑 기억) | -     | -      | -        |
| 2   |            | "Love Memory" (Inst.)     | -     | -      | -        |

### Parte 4
| No. | Intérprete | Canción                             | Letra | Música | Duración |
| --- | ---------- | ----------------------------------- | ----- | ------ | -------- |
| 1   | J-Cera     | "Love is Gone" (사랑이 저만치 가네) | -     | -      | -        |
| 2   |            | "Love is Gone" (Inst.)              | -     | -      | -        |

### Parte 5
| No. | Intérpretes     | Canción                      | Letra | Música | Duración |
| --- | --------------- | ---------------------------- | ----- | ------ | -------- |
| 1   | BB Ahn (비비안) | "Only You" (하나뿐인 그대여) | -     | -      | -        |
| 2   |                 | "Only You" (Inst.)           | -     | -      | -        |

### Parte 6
| No. | Intérprete   | Canción                            | Letra | Música | Duración |
| --- | ------------ | ---------------------------------- | ----- | ------ | -------- |
| 1   | Han Kyung-il | "Goodbye My Love" (잘가요 내 사랑) | -     | -      | -        |
| 2   |              | "Goodbye My Love" (Inst.)          | -     | -      | -        |

### Parte 7
| No. | Intérprete          | Canción                          | Letra | Música | Duración |
| --- | ------------------- | -------------------------------- | ----- | ------ | -------- |
| 1   | Ran (Jung Hyun-sun) | "Goodbye in the End" (결국 이별) | -     | -      | -        |
| 2   |                     | "Goodbye in the End" (Inst.)     | -     | -      | -        |

### Parte 8
| No. | Intérprete            | Canción                                               | Letra | Música | Duración |
| --- | --------------------- | ----------------------------------------------------- | ----- | ------ | -------- |
| 1   | The Daisy (더 데이지) | "Don't Go, Don't Go, Don't Go" (가지마 가지마 가지마) | -     | -      | -        |
| 2   |                       | "Don't Go, Don't Go, Don't Go" (Inst.)                | -     | -      | -        |

### Parte 9
| No. | Intérprete     | Canción                                  | Letra | Música | Duración |
| --- | -------------- | ---------------------------------------- | ----- | ------ | -------- |
| 1   | Lydia (리디아) | "I'm Sorry, I'm Sorry" (미안해 미안해요) | -     | -      | -        |
| 2   |                | "I'm Sorry, I'm Sorry" (Inst.)           | -     | -      | -        |

### Parte 10
| No. | Intérprete   | Canción                                           | Letra | Música | Duración |
| --- | ------------ | ------------------------------------------------- | ----- | ------ | -------- |
| 1   | CANDO (캔도) | "There's No Ifs in Love" (사랑에 만약은 없는거야) | -     | -      | -        |
| 2   |              | "There's No Ifs in Love" (Inst.)                  | -     | -      | -        |

### Parte 11
| No. | Intérprete   | Canción             | Letra | Música | Duración |
| --- | ------------ | ------------------- | ----- | ------ | -------- |
| 1   | Na-mi (나미) | "Sometimes" (가끔)  | -     | -      | -        |
| 2   |              | "Sometimes" (Inst.) | -     | -      | -        |

### Parte 12
| No. | Intérprete            | Canción                               | Letra | Música | Duración |
| --- | --------------------- | ------------------------------------- | ----- | ------ | -------- |
| 1   | Hwang Ga-ram (황가람) | "Don't Cry For Me" (나를 위해 울지마) | -     | -      | -        |
| 2   |                       | "Don't Cry For Me" (Inst.)            | -     | -      | -        |

### Parte 13
| No. | Intérprete          | Canción                                             | Letra | Música | Duración |
| --- | ------------------- | --------------------------------------------------- | ----- | ------ | -------- |
| 1   | Chun So-ah (천소아) | "If Only I Could Turn Things Back" (돌릴 수 있다면) | -     | -      | -        |
| 2   |                     | "If Only I Could Turn Things Back" (Inst.)          | -     | -      | -        |

### Parte 14
| No. | Intérprete     | Canción                                       | Letra | Música | Duración |
| --- | -------------- | --------------------------------------------- | ----- | ------ | -------- |
| 1   | Seo J (서제이) | "Rain Falls In My Eyes" (내 눈에 비가 내린다) | -     | -      | -        |
| 2   |                | "Rain Falls In My Eyes" (Inst.)               | -     | -      | -        |

### Parte 15
| No. | Intérprete                | Canción                        | Letra | Música | Duración |
| --- | ------------------------- | ------------------------------ | ----- | ------ | -------- |
| 1   | Morning Coffee (모닝커피) | "Hope It's A Lie" (거짓말이길) | -     | -      | -        |
| 2   |                           | "Hope It's A Lie" (Inst.)      | -     | -      | -        |

### Parte 16
| No. | Intérprete            | Canción                                     | Letra | Música | Duración |
| --- | --------------------- | ------------------------------------------- | ----- | ------ | -------- |
| 1   | Jo Moon-geun (조문근) | "Because I'm Bad At Love" (사랑이 서툴러서) | -     | -      | -        |
| 2   |                       | "Because I'm Bad At Love" (Inst.)           | -     | -      | -        |

### Parte 17
| No. | Intérpretes           | Canción                                             | Letra | Música | Duración |
| --- | --------------------- | --------------------------------------------------- | ----- | ------ | -------- |
| 1   | Hansalchae (한살차이) | "Maybe I'm Still In Love" (어쩌면 난 아직 사랑일까) | -     | -      | -        |
| 2   |                       | "Maybe I'm Still In Love" (Inst.)                   | -     | -      | -        |

### Parte 18
| No. | Intérprete              | Canción                            | Letra | Música | Duración |
| --- | ----------------------- | ---------------------------------- | ----- | ------ | -------- |
| 1   | Song Min-kyung (송민경) | "Please" (어쩌면 난 아직 사랑일까) | -     | -      | -        |
| 2   |                         | "Please" (Inst.)                   | -     | -      | -        |

### Parte 19
| No. | Intérprete  | Canción                                           | Letra | Música | Duración |
| --- | ----------- | ------------------------------------------------- | ----- | ------ | -------- |
| 1   | Ahn Ye-seul | "Just Once For The Last Time" (마지막으로 한번만) | -     | -      | -        |
| 2   |             | "Just Once For The Last Time" (Inst.)             | -     | -      | -        |

### Parte 20
| No. | Intérpretes | Canción                                 | Letra | Música | Duración |
| --- | ----------- | --------------------------------------- | ----- | ------ | -------- |
| 1   | Coda Bridge | "Might Be Far Again" (또 멀어질까봐...) | -     | -      | -        |
| 2   |             | "Might Be Far Again" (Inst.)            | -     | -      | -        |

### Parte 21
| No. | Intérprete             | Canción                              | Letra | Música | Duración |
| --- | ---------------------- | ------------------------------------ | ----- | ------ | -------- |
| 1   | Chang In-hwan (장인환) | "I'll Stop Crying" (그때까지만 울게) | -     | -      | -        |
| 2   |                        | "I'll Stop Crying" (Inst.)           | -     | -      | -        |

## Premios y nominaciones
| Año  | Categoría                                       | Premio               | Trabajo     | Resultado |
| ---- | ----------------------------------------------- | -------------------- | ----------- | --------- |
| 2020 | Top Excellence Award, Actress in a Serial Drama | 7th APAN Star Award  | Cha Ye-ryun | Nominada  |
| 2019 | Excellence Award, Actress in a Daily Drama      | 31st KBS Drama Award | Cha Ye-ryun | Ganó      |

## Producción
La serie también es conocida como "Perfect Mother and Daughter" y/o "Elegant Mother and Daughter".
Fue dirigida por Uh Soo-sun (어수선), quien contó con el apoyo del guionista Oh Sang-hee (오상희).
Originalmente la actriz Baek Seung-hee había sido elegida para interpretar al personaje principal de Hong Se-ra, sin embargo después de la primera lectura del guion y antes del inicio de las filmaciones fue reemplazada por la actriz Oh Chae-yi.
La primera lectura del guion fue realizada en septiembre de 2019 en la estación de radiodifusión KBS Annex en Yeouido, Corea del Sur.
La serie contó con el apoyo de la compañía de producción "iWill Media".